# ستيوارت سوليفان
ستيوارت سوليفان (بالإنجليزية: Stuart Sullivan)‏ هو ملحن ومنتج أسطوانات أمريكي، ولد في 13 مارس 1960.